# Rafael Puyana
Rafael Antonio Lázaro Puyana Michelsen (Bogotà, Colòmbia, 14 d'octubre de 1931 - París, França, 1 de març de 2013) va ser un clavecinista colombià, considerat el primer i més gran virtuós d'origen iberoamericà d'aquest instrument. Va ser ambaixador cultural de la República de Colòmbia.
El seu repertori va comprendre, a més de música antiga, diversos treballs contemporanis per a clavicèmbal de Julián Orbón, com ara Partitas I.

## Biografia

### Primers anys
Rafael Puyana Michelsen va néixer a Bogotà el 14 d'octubre de 1931, fill d'una família del departament de Santander, que es va instal·lar a la capital del país poc abans del naixement de Rafael. Era cosí germà d'Eduardo Puyana Rodríguez, pare de l'exprimera dama de Colòmbia Nohra Puyana de Pastrana, esposa del president Andrés Pastrana.
Als sis anys Rafael va iniciar els seus estudis de piano amb la seva tia. Més tard va passar a ser alumne del professor italià Giacomo Marcenaro. A l'edat de tretze anys va fer el seu debut al Teatre Colón de Bogotà.

### Estudis
A l'edat de setze anys va continuar els estudis a Boston, interessant-se pel clavicèmbal. A Lakeville, Connecticut, va continuar els estudis amb Wanda Landowska, amb la qual es va formar al llarg de vuit anys, prosseguint la labor d'aquesta, contribuint a l'interès dels melòmans pel clavecí, despertant amb això també els dels compositors, músics i lutiers per l'instrument, oblidat durant gairebé un segle.
Després de graduar-se en 1948 com a batxiller acadèmic en el Liceu de Cervantes de Bogotà, va cursar estudis de composició a París amb Nadia Boulanger. De retorn als Estats Units d'Amèrica va oferir un concert a Nova York, començant una carrera de solista arreu del món.

### Docència
Va fixar la seva residència a París, on va combinar els seus concerts amb la docència. A les seves classes ensenyava la tècnica apresa amb Wanda Landowska, però va tenir la visió de redescobrir el meravellós so dels instruments originals oferint concerts i viatjant amb còpies dels instruments originals. La influència en pro dels mateixos i contra els clavecins construïts amb estructures pianístiques fou decisiva. Va ser professor de clavicèmbal dels cursos "Música en Compostela", dedicats a la música espanyola. Assidu visitant de la ciutat de Granada, va impartir nombroses classes magistrals en la càtedra Manuel de Falla del Festival Internacional de Música i Dansa, a la qual va fer donació de la seva col·lecció de llibres i partitures i de diversos instruments de gran valor.

## Col·leccionista
Puyana col·leccionava instruments originals i va fer reconstruir instruments famosos com el clavicèmbal de tres manuals (teclats) construït per Hieronymus Albrecht Hass.

## Condecoracions
En 1967 va rebre de mans del president Carlos Lleras Restrepo l'Orde de Boyacá per la seva labor implícita com a ambaixador cultural de Colòmbia a l'exterior.
El 1996 el rei Juan Carlos I d'Espanya va condecorar Puyana amb l'Orde d'Isabel la Catòlica.

## Rol destacat
Solistes com ara Yehudi Menuhin, Leopold Stokowski o Andrés Segòvia eren els seus col·legues en la música de cambra. Compositors de la talla de Fedreric Mompou i Xavier Montsalvatge li van dedicar composicions. Christopher Hogwood és un dels seus famosos alumnes. Com a precursor de la música barroca a Llatinoamèrica va inspirar a altres artistes més joves a endinsar-se en la professió de la música antiga, com va ser el cas del gambista Jordi Savall i del clavecinista Andrés Martínez Pardo.

## Mort
Rafael Puyana va morir l'1 de març de 2013 a París, França. Arran de la seva mort, nombroses publicacions al voltant del món li van retre homenatge, com el diari El Tiempo i la British Harpsichord Society. La Universitat dels Andes va oferir el primer cicle de recitals de clavicèmbal a la seva memòria i el Museu Nacional de Colòmbia va organitzar un concert in memoriam per inaugurar la donació que el mestre va fer a Bogotà.